# Battaglia di Staffarda
La battaglia di Staffarda fu uno degli eventi più sanguinosi del conflitto che Luigi XIV iniziò contro Vittorio Amedeo II.
Il 1690 era il terzo anno della guerra dei nove anni e il duca Vittorio Amedeo disponeva di soli 8000 uomini in armi. Il Re Sole chiese che 2000 fanti e tre reggimenti di dragoni di Vittorio Amedeo fossero inviati nei Paesi Bassi o alternativamente contro gli Spagnoli di Milano e che le fortezze di Verrua e Torino venissero occupate dai Francesi, altrimenti «il duca sarà punito in modo da ricordarsene per tutta la vita». Vittorio Amedeo offrì allora la sua alleanza alla Lega di Augusta purché gli venisse assicurato l'abbattimento delle mura di Casale.
Vittorio Amedeo II stava attendendo l'arrivo di cinquemila imperiali, ma quando gli fu riferito che l'ammontare effettivo delle truppe del Catinat era di soli 12000 uomini, pensò di poterle affrontare con le proprie forze e i diecimila spagnoli.
L'esperto generale, principe Eugenio di Savoia, come anche il marchese di Louvigny, comandante delle truppe spagnole, erano invece di parere contrario. Ma Vittorio Amedeo, seguendo il suo giovanile entusiasmo, attaccò immediatamente.
Il terreno era acquitrinoso e malsano. Vittorio Amedeo volle schierare le sue truppe su due linee, appoggiando l'ala destra ad un terreno paludoso e quella sinistra al fiume Po. Il centro delle truppe era costituito dal fior fiore della cavalleria spagnola e piemontese. Infine vennero occupate le cascine intorno a Staffarda, ma non venne giudicato importante appropriarsi anche di una vecchia diga, posizione importante per poter colpire il fianco francese, mentre fu lasciato, tra una cascina e l'altra, troppo spazio vuoto, che avrebbe permesso al Catinat d'incunearsi tra le file piemontesi.
Il Catinat ordinò ai suoi dragoni di travolgere le truppe poste a difesa delle cascine: i piemontesi vennero intimoriti dall'avanzata nemica e dovettero ritirarsi. Vittorio Amedeo faticò non poco per riprendere le postazioni originarie, ma ormai il Generale di San Silvestre era riuscito ad incunearsi al centro del campo di battaglia e la sorte dello scontro appariva segnata.
Mentre ciò avveniva, Catinat ordinò alla seconda linea di avanzare: l'impatto fu tale che il fronte sabaudo si disperse e Vittorio Amedeo dovette ordinare la ritirata.
La ritirata dell'esercito sabaudo fu coperta dalle Guardie e dai Carabinieri di Savoia, mentre il grosso ripiegò su Carignano e Moncalieri.
Piemontesi e Spagnoli ebbero 2800 morti, 1200 prigionieri, 2700 feriti e persero 11 cannoni su 12; il Catinat ebbe 2000 morti. Approfittando del successo, il Catinat occupò Savigliano e Saluzzo e distrusse Ceresole.